# Болница у Бизерти
Болница у Бизерти била је привремена санитетска установа у Северној Африци основана у Првом светском рату, почетком 1916. године. Болница је била намењена за лечење српских рањеника и болесника, опоравак изнемоглих и рехабилитацију инвалида. Болницу је основао француски војни санитет, уз припомоћ српских лекара и страних хуманитарних мисија. Са обала албанског приморја за 18 дана (од 6. до 24. јануара) на двадесетак бродова и лађа у Бизерту је поред 5.019 здравих војника стигло и 6.485 болесних војника и избеглица, већином заражених колером и другим заразним болестима, који су одмах смештени у болничке објете у Бизерти. Умирање међу оболелим војницима, што због болести што због психофизичке исцрпљености било је велико. Захваљујући медицинском особљу болнице у Бизерти смртност лечених српских војника убрзо је сведена на испод 10%.

## Услови који су владали пре и за време евакуације српске војске у Бизерту
Селекција здравих и болесних обављена је прво пре укрцавања Резервних трупа у валонском пристаништу, а затим настављена током превожења трупа из Медове и Драча за Бизерту. Наиме санитарна француска комисија је на бродовима издвајала изнемогле, болесне и рањене, а посебно оне са оштећеним видом и слухом или без удова.
Мешутим иако је збрињавању изнемоглог, болесног и заосталог људства посвећена изузетна пажња, пропуштена је прилика да се у прве бродове, којима су транспортоване трупе у Бизерту, укрцају они којима је помоћ била најпотребнија, а евакуација им је у тим моментима и живот значила. Они су укрцани у лађе тек од 19. до 24. јануара, што је изазвало додатне жртве и страдања ове групе војника и праву агонију у медовској и драчкој луци, које су убрзо постале скоро небрањене и надохват непријатељских копнених и поморских снага.
| „ | Био је то велики и неоправдан пропуст који је негативно примљен и код Врховне команде и код савезника, а посебно код најугроженијих војника. А да је то био усвојени критеријум комисије за укрцавање сведочи иизвештај председника Комисије за укрцавање у Драчу, пуковника Драгутина Кушаковића Обр. 3. од 6. јануара:„...Слаби војници су издвојени да се још опораве и кренуће са идућим транспортима...” Такав тријаж и нелогична одлука последица су рада двочлане комисије састављене од италијанског и француског лекара, који нису дозволили да се на бродове укрцавају војници за које су мислили да ће ускоро умретиили или да болују од колере. | ” |

Уочавајући овај проблем, Врховна команда од јединица је изричито захтевала, а код савезника упорно инсистира, на апсолутном приоритету и хитности транспортовања угрожених категорија војника и старешина. Тако је приоритет свих приоритета постало цавање свих болесних и изнемоглих, апсолутно из свих јединица, а потом јединица трећег позива и последње одбране.
| „ | Изнемоглим, болесним и рањеним, који су остали неукрцани у Драчу и Медови, и избеглицама, које су данима на голој ледини чекале на укрцавање, сада се придружују нови таласи чета заосталих војника, пукова трећепозиваца и старци последње одбране. И то је заправо била структура транспорта који се болесничким лађама упутио у правцу Туниса. | ” |

Планска евакуација тешких болесника са Крфа у Бизерту, Сиди Абдалах и Алжир почело је још половином фебруара 1916. године, тако да је са Крфа у северну Африку пребачено укупно 7.459 болесника и 2.458 пре здравелих регрута и око 1.500 избеглица – укупно 11.417 Срба. У каквом стању су били болесници са Крфа најбоље сведочи запис Емила Белића:
| „ | У почетку, док су преношени војници са обала Албаније, једва се је могло наћи међу њима и по који здрав, али доцније, када су почети да се преносе са Крфа... није се могао наћи ни један који би иоле личио на здравог. А толико су завидели ови „Африканци” оним срећнима који су били пренесени на Крф... | ” |

## Значај Бизерте
Две трећине представљају они који су ту боравили ради обучавања (регрути, добровољци). 1/3 лечених представљали су рањеници а 2/3 болесници, па је број повратника на фронт у тренутку пробоја био 2/3 укупно лечених. Они су у Бизерту стигли на лечење а једна трећина је упућена у болнице, касарне, логоре и друге прихватне центре у Тунису, Алжиру и Мароку. Свеукупно, за све време опоравка, прошло је 59.284 Срба (55.612 војника и 3.672 избеглица) Ако овај податак упоредимо са укупним бројем српских војника који су преживели Албанску голготу, који укупно износи 158.426 војника и официра) долазимо до закључка да је сваки трећи војник српске војске због неког разлога (лечење или обука) боравио у Бизерти док су две трећине чиниле структуре које су ту боравиле ради обучавања (регрути, добровољци).
Од укупног броја војника у Бизерту је стигло њих 41.135 ради лечења и 14.477 ради почетног опоравка или обуке. Од наведеног броја у Бизерти је излечено 35.936 војника, од који по завршетку лечења упућено на фронт 23.936 рековалесцената. Овом броју треба додати и 23.445 обучених војника, регрута и добровољаца. Према томе на фронт је из Бизерте упућено укупно 47.381 прездравелих, опорављених, одморених, и војно обучених војник.
Према наведеним подацима и према прегледу губитака лечених од болести и рана, сваки други је лечен у бизертским болницама у којима је смртност износила мање од 10 процената. Једну трећину лечених чинили су рањеници (којих је било 33%) а 2/3 болесници (којих је било 66%). Број повратника на фронт у тренутку пробоја био 2/3 од укупног броја лечених.
На основу изнетог закључено је даје као безбедна савезничка база у дубокој позадини ратних збивања, Бизерта имала велики зналај за српски народ и његову војску у Првом светском рату, јер је послужила као поуздан ослонац, не само за пружање комплетне и снажне санитетске подршке дејствима на Солунском фронту, већ и као место за обучавање регрута и добровољаца, у склопу укупне преобуке и реорганизације српске војске.

## Прихват, тријажа и размештај болесника
Укрцавање српске војске за Бизерту вршено је у Сан Ђованију, Драчу и Валони, а 5. јануара 1916. године стигао је први брод са српским војницима у пристаниште у Бизерти. Француска је првобитно намеравала да целокупну српску војску пребаци у Бизерту али се углавном на инсистирање српских власти од таквог плана одустало.
Превоз српских трупа вршили су највећим делом француски, а делимично и италијански бродови. Прва јединица која је предвиђена за евакуацију у северну Африку био је Комбиновани пук Трупа Одбране Београда. Приспели српски војници били су углавном у тешком здравственом стању, физички исцрпљени па су још дуго умирали и након евакуације.
Прихватање cpпcке војске y Бизерти, најсевернијој туниској, у том периоду француској луци, било је y потпуности организовано. Српским војницима је приређен свечани дочек. Француске ратне лађе су испловиле y сусрет бродовима са српском војском, да је поздраве и уведу yпристаниште Бизерте, где их је чекало окупљено француско и туниско становништво. Адмирал Гепрат је том приликом пожелео добродошлицу и брз опоравак српским војницима.
| „ | Док су износили болеснике и смештали их у кола, окупљени људи и деца брисали су сузе и нису могли а да не скрену поглед са тешких призора. За грађане Бизерте била је то најчуднија посета неког брода који је икада упловио у њихову луку. | ” |

По пристизању у бизертску луку, српски војници су упућивани у касарну „Ламберт”, где је комисија српских лекара састав: Петар Николић, Никола Башевић, Петар Зец и Михајло Ђоковић, обављала тријажу. По обављеној тријажи уследиле су хигијенске мере: купање, шишање, запрашивање, дезинфекција тела и униформи, пресвлачење. Сваки војник морао је проћи кроз „чистионицу”, па би тек тада био упућен, сходно одлуци тријажне комисије, у даље боравиште. Како српски војни санитет није располагао сопственим дезинфекционим средствима драгоцену помоћ пружила им је француских санитетских екипа.
Они за које је комисија сматрала да су здрави (да су се барем могли кретати), распоређивани су на петодневни карантин у касарну „Фар”, где је српске војнике прихватао доктор Салијеж, који је касније наше рањенике и болеснике лечио у болници Сиди Фаталах на периферији Туниса. Уз доктора Салијежа и поручника др Бријана, у карантину „Фар”, српске болеснике прихватала је и лечила и војна лекарка Вера Марковић.
Када је почело искрцавање највећег таласа српских војника, међу којима је било 4.849 болесника и рањеника, који су великим болесничким бродовима пристигли из Медове и Драча, капацитети бизертских болница већ су били попуњени изнемоглим и рањеним српским војницима. У таквим условима санитетске екипе и мисије савезника одмах су приступиле импровизацијама. Подигнуте су бараке и монтажне зграда у непосредној близини болница, како би се могли сместити сви болесни српски ешелони. Део војника размештан је и по приватним клиникама, па и кућама француске господе.
Да би се ослободили капацитети у Бизерти, један број болесних и рањених француских војника, који се у њима до тада налазио на лечењу, пребачен је из Бизерте у болнице по Француској. Али ни то није било довољно, па је већи део транспорта упућен у Сталну маринску болницу у Сиди Абдалаху. А кад су капацитети и те болнице постали тесни, адаптиране су две зграде које су послужиле као помоћне болнице, а преостали су размештени у више зграда и барака

### Болнице у Тунису
У Тунису српски болесници и рањеници лечени су у десет болница; 
- 3 у Бизерти Сион, Керубија, Аин Берда ,
- 3 у Сиди Абдалаху Стална маринска болница и још две резервне,
- 2 у Туниси, Градска болница Монта ла Набер и Болница на периферији Туниса,
- 1 у Реконвалесцентна болница у Сиди Фаталаху, Беневол,
- 1 у касарни „Фар”, карантин и стационар.

Мањи број рањеника и болесника који су допремани накнадним поморским конвојима смештани су и по приватним клиникама Туниса. Према уређењу и квалитету услуга и нивоу стручности лекарског особља, болница Сион у Бизерти била је најугледнија у северној Африци. Наши тешки рањеници у њој су се осећали најсигурније и зато су болницу у Сиону прозвали „Српски дом”.
Болница у Сиди Абдулах на обали Бизертско језера, била је под управом др Ангела Хеснарда, лекар у морнарици из Бордоа, који је подржао идеју чланица Српског потпорног фонда, о издвајању нервно оболелих војника из логора Ламберт и кампа у Надару, у посебно оснивани дом за њих. Болница је примала пацијенте са нервним обољењима, који су у оквиру лечења имали масажу, купање и физиотерапију. Болничка одељења била су чиста и удобна. Др Хеснард је само кампу у Надору лечио око 6.000 српских војника.
Реконвалесцентно одељење „Сиди Фаталах„ било је удаљено пет километара од Туниса. О болесницима су се бринуле милосрдне сестре и болничари. За посвећен рад и негу Орденом Светог Саве петог степена одликоване су две болничарке, Алекс Касе и Хелен Кларк Клинтон.

### Рехабилотациони центри у Тунису
Болесници су рехабилитовани у 11 санаторијума и лечилишта широм Туниса:
- Бенегро крај Бизерте,
- Пипињел у Сиди Абдалаху,
- реконвалесцентно одељење у Лазуазу,
- инвалидски одред у касарни „Ламберт”,
- бања Корбус,
- бања Хамам Лиф,
- планинско лечилиште Аин Драхам ,
- приморска лечилишта Сус, Хамамет, Монастир и Набеул

## Лечење изнемоглих, болесних и рањених
Иако је српска војска у Бизерти углавном била ослоњена на француске лекаре специјалисте, велику улогу у организацији спасавања и лечењу српских војника имало је и 16 српских лекара од којих су петоро били у саставу санитета Команде Резервних трупа и подофицирских школа док су остали (пристигли у саставу 2. пољске болнице) били су распоређени по болницама.
Начелник санитета — био је хирург пуковник др Петар Николић,
Лекари — др Вера Марковић, мајор др Михаило Радовић, др Бошко Коњевић, др Милорад Велимировић, др Моша Мунк, др Тихомир Симић, др Евсеј Козински, др Никола Настић, др Милован Башовић, др Александар Циритис, др Петар Зец (аустријски заробљеник), др Чедо Арнаутовић, др Ћаловић, др Душан Борић српски добровољац са простора Аустроугарске, др Михаило Ђоковић.
Медицинари — Ђорђе Михаиловић, Драгомир Аћимовић, Богољуб Курандић, Милутин Ђорић, Станимир Раковац, Радослав Гавриловић, Ђорђе Тановић, Јаков Фотић, Јован Јанковић и Андрија Андријевић.

## Рехабилитација инвалида
Како је велики број ратних инвалида, не само у Српској војсци, већ и у војскама савезника у организацији француско-белгијског комитета за питања инвалида у Паризу је од 8. до 12. маја 1917. године одржана конференција о збрињавању инвалида. У име српске владе Конференцији су присуствовали; хирург др Војислав Суботић, министар привреде др Велизар Јанковић и проректор универзитета др Сава Урошевић. На основу закључака са ове Конференције да се инвалиди обавезни упућују на њиховог даљег лечења и снабдевања нужним апаратима, протезама и помагалима, прикупљања и пружања стручне помоћи кроз реедукацију, створене су бројне могућности за организован рад са инвалидима. У непосредну помоћ и бригу о инвалидима преко Министарства војног и Команде резервних трупа и Подофицирских школа, енглеско друштво Српског потпорног фонда („Relief Found“) за северну Африку са седиштем на Корзици чији је секретар била госпођа Маргарет Макфеј. Фонд је крајем 1917. године, у Бизерту доставио доста средства и потребна инвалидска помагала и ставио их на располагање српској команди у Бизерти.
Такође Наредбом бр. ФЂ 5640/1917 српска влада је захтевала да се одмах формирају инвалидска одељења у Бизерти, Солуну, Крфу и Тулону, као и да се при Солунском и другим инвалидским одредима образује радионица ручних радова.
У Бизерту су упућивани најтежи рањеници и болесници не само из болница у Тунису већ и из других места Северне Африке. Тако да је у Бизерти и околини, за време трајања кампање збрињавања инвалида, боравило укупно 2.048 ратних инвалида. Од овог броја за потпуне инвалиде проглашено је 1.528 а за делимичне инвалиде 520 лица.
По доласку у Бизерту инвалиди су груписани у три велика санаторијума - логора: један за лакше инвалиде био је Логор Лазуаз, док су два у касарни Ламберт и санаторијуму Бенегро били у саставу Инвалидског одреда смештена у касарни Ламберт и санаторијуму Бен Негро. По доласку y овакве прихватне логоре, српска војска је прво подизала шаторе за смештај, који су временом замењивани баракама. Помиње се да је само y логору Лазуаз било 200 барака.

### Логор Лазуаз
Овај логор који је по редоследу оснивања био други логор, наласио се на око 4,5 km северно од Бизерте. Подаци y литератури указују да се налазио на висоравни између најсевернијег туниског рта Кап Бланка и Бизерте. Са југозападне стране ова висораван је затворена брдом Надор. Данас је то део града Бизерте, звани Корниш (Corniche), са луксузним вилама и хотелским комплексом.
У овом логору основано је Реконвалесцентно одељење, намењено за лечење инвалида са изгледом за сигурнији и бржи опоравак (ограничено способни на шест месеци) и они болесника који су били пред оздрављењем а чији опоравак у санаторијумима је требало да се приведе крају.
По завршеном опоравку, излечени војници упућивани у 10. кадровски пук у чијем саставу су изводили двомесечну обуку, пре упућивања на Солунски фронт.

### Инвалидски одред
Трајни инвалиди упућивани су на дужи опоравак у неколико стационара и санаторијума, који су припадали Инвалидском одреду под командом капетана Милутина Миленковића. Међу овим установама најзначајнији су били Касарна Ламберт и Санаторијум Бенегро. Највећи део овог одреда био је смештен у Касарни Ламберт.

#### Касарна Ламберт
У Касарни Ламберт, отворен је стационар у коме је боравило неколико стотина трајних инвалида. О њима се бринуо и српски лекар др Душан Борић.
Школа за ученике оштећеног вида и слуха
Да би умањили ратне последице и припремили инвалиде да на најбољи начин прихвате стварност и будућност, Команда Резервних трупа и Подофицирских школа неколико месеци наредбом бр. 288 од 14. јуна 1917. године, наредила је да се у оквиру Реконвалесцентног одељења у Лазуазу и Инвалидског одреда у Касарни Ламберт формира школа за слепе која би ова лица оспособила за примену Брајеве азбуке и обучила за рад на Брајевим штампарским машинама. Помоћ у наставним средствима за слепе стигла је од сер Артура Пирсона, организатора војничке реедукације, према програму за слепе, у Лондону, из 1914. Великим залагањем Вељка Рамадановића (1874–1943), који је пре Великог рата у Прагу завршио учитељску школу и обучио се за наставу деце без вида и слуха, и подршком Маргарет Макфеј, овај мали Завод за слепе у Тунису применио је Брајову азбуку у образовање слепих војника.
Тако је стицајем околности, настала данашња Школа за ученике оштећеног вида „Вељко Рамадановић” из Земуна формирана у касарни Ламберт 13. децембра 1917 године. Први ученици били су српски војници који су изгубили вид и слух у Првом светском рату. Оснивач, управник и први наставник школе био је Вељко Рамадановић, једини Србин који је тада познавао педагошки рад са слепим и глувонемим лицима.
У првим данима школу је похађало 14 слепих и 4 глувонема штићеника. Вељко Рамадановић као добар организатор и реализатор успео је да анимира савезничке хуманитарне мисије првенствено Француске, Енглеске и Америчке да помогну у раду школе, првенствено у новчаном и материјалном смислу. Рамадановић је у Бизерти 1918 године штампао и први буквар за слепе Брајевом азбуком коју је српском језику прилагодио још 1895 а коју је српска влада „примила“ 1896 године. Настава је у почетку била основна и занатска. Слепи су у Бизерти обучавани за штрикерски, опанчарски, четкарски, штампарски и корпарски занат, као и у музици и масажи. На крају боравка у Бизерти школа је имала 18 слепих и 8 глувонемих штићеника. По ослобођењу земље школа се априла 1919 године сели у Земун.

#### Санаторијум Бен Негро
Овај санаторијум био је намењен за најтеже нвалиде, Дом српских инвалида – како су га убрзо прозвали. Бен Негро је арапско село северо-источно од Бизерте удаљено 8 до 10 km од вароши. Изнад села у једном маслињаку саграђено је двадесетак пространих и удобних барака за смештај и негу трајних инвалида.
| „ | Дом српских инвалида основан је потпором енглеског хуманитарног удружења „Relief Found“-а – огранка за Северну Африку, удружења „The Wounded Alies“, за помоћ рањеним савезницима, и болничарки француске болнице Принцеза од Поа. А непосредну помоћ у оснивању санаторијума пружио је изасланик фонда у Бизерти Морис Вилсон. У стационарним условима инвалиде су рехабилитовали британски лекари, а негу им је пружало девет добровољних болничарки које су у Бизерту пристигле из разних крајева Велике Британије као чланице већ поменутог Фонда за помагање Србима. Међу њима биле су и две кћери британског конзула у Бизерти Џона Берка. | ” |

## Епилог
Број збринутих у болницама Северне Африке
У болницама северне Африке лечено је укупно 41.135 наших војника. До средине 1916. године у њима су била смештена 13.944 изнемогла, болесна и рањена, евакуисана војника са обала албанског приморја и са Крфа од средине 1916. до почетка 1919. Из солунског залеђа у северноафричке болнице евакуисано је 27.191 рањеника и болесника. Од тог броја, 7.937 било је рањено, а 19.254 болесно.
Број збринутих у болницама у Тунису
Данас, је са дистанце од 100 година, веома тешко тачно утврдити број евакуисаних српских војника за Бизерту (Тунис), као и време и место одакле су кренули први транспорти. Максималан број болесника који је приспео у Бизерту, на дан 30. марта 1916. године, био је 17.622 Срба. Мада су располаживи подаци y погледу броја пребачених y Бизерту веома различити и крећу се од 9.000, до 12.000 војника. Ову другу бројку као тачну прихвата већи број историчара, јер заједно са бројем од 139.000 пребачених на острво Крф одговара укупном броју евакуисане војске пристигле на јадранску обалу.
Повратни губуци
Од укупно 41.135 наших војника војника лечених у Северној Африци 23.936 представљало је повратнике из Бизерте (повратне губитке). Реч је о војницима и официрима који су били избачени из строја и, након успешног опоравка и лечења упућени из северноафричких болница да заједно са осталом српском војском учествују у пробоју Солунског фронта.
Неповратни губици
Неповратне губитке, 17.199 чинили су они који се до момента пробоја Солунског фронта нису могли опоравити и упутити у ослобошење Србије или они који су умрли.
Умрли - сахрањени на гробљима Северне Африке
Поређењем пет врста спискова са подацима из других докумената дошло се до закључка да на тлу северне Африке на 24 гробља почива 3.160 српских војника. У наведени податак укључени су и сахрањени на Грчком гробљу у граду Тунису и настрадали бродоломници у бизертско-сицилијанском пролазу као и изгубљени гробови и гробља у Алжиру а које ретко који аутор помиње и о чему постоје слабо евидентирани трагови. Од тога, у Тунису на пет гробаља и у дубини бизертског залива остало је да вечно почива најмање 2.682 српска ратника, а у француској колонији Алжир, на 18 гробаља у три колонијална департмана (Алжир, Константин и Бон), своје кости расуло је 478 српских ратника.